# Orobanche caesia
Orobanche caesia ist eine Pflanzenart aus der Gattung der Sommerwurzen (Orobanche) in der Familie der Sommerwurzgewächse (Orobanchaceae).

## Beschreibung
Orobanche caesia ist eine parasitisch lebende Pflanze, deren Stängel 10 bis 35 cm hoch und 0,3 bis 0,5 cm breit werden. An der Basis sind sie kaum angeschwollen und sind unverzweigt und drüsig behaart. Die zahlreichen Laubblätter sind 8 bis 17 mm lang und eiförmig bis lanzettlich.
Die Blütenstände sind 5 bis 20 cm hoch und 2,5 bis 4 cm breit, meist dicht gebaut und weiß spinnennetzartig drüsenhaarig besetzt. Die Tragblätter sind 8 bis 14 mm lang und eiförmig-lanzettlich, die Vorblätter sind linealisch-lanzettlich und kürzer als der Kelch. Die Blüten sind aufsitzend oder nahezu aufsitzend. Der Kelch ist 9 bis 14 mm lang und mit Kelchzähnen besetzt, die etwa so lang wie oder länger als die Kelchröhre sind und lanzettlich gebaut sind. Die Krone ist lila bis blau-violett gefärbt, 20 bis 25 mm lang, drüsenhaarig besetzt, an der Basis nahezu aufrecht, nach vorne glockenförmig und mehr oder weniger abstehend. Die Lappen der Unterlippe sind langgestreckt bis eiförmig und stumpf bis zugespitzt. Die Staubfäden sind unbehaart oder an der Basis leicht behaart und setzen etwa 6 bis 8 mm oberhalb der Kronenbasis an. Die Staubbeutel sind unbehaart. Die Narbe ist weiß.
Die Frucht ist eine Kapsel mit einer Länge von 7 bis 9 mm.
Die Chromosomenzahl beträgt 2n = 24.

## Vorkommen und Standorte
Die Art ist in Ost-Mitteleuropa, in Rumänien und südlichen und östlichen Teilen der ehemaligen Sowjetunion verbreitet. Sie parasitiert an Arten der Gattung Artemisia.

## Taxonomie
Synonyme für Orobanche caesia Rchb. sind: Phelipanche lanuginosa (C. A. Mey.) Holub, Phelipanche caesia (Rchb.) Soják, Phelypaea lanuginosa C. A. Mey., Phelypaea caesia (Rchb.) Griseb.